# Patrick Rafter
Patrick "Pat" Michael Rafter (sinh 28 tháng 12 năm 1972) là cựu tay vợt người Úc số 1 thế giới. Anh giành được 2 chức vô địch giải Mỹ Mở rộng và 2 lần á quân tại giải Wimbledon ở nội dung đơn nam ngoài ra anh còn giành 1 chức vô địch giải Úc Mở rộng ở nội dung đôi nam. Rafter được ghi danh tại Đài danh vọng quần vợt thế giới vào năm 2006.

## Chung kết Grand Slam

### Đơn: 4 (2 danh hiệu, 2 á quân)
| Kết quả | Năm  | Giải đấu    | Mặt sân | Đối thủ            | Tỷ số                          |
| ------- | ---- | ----------- | ------- | ------------------ | ------------------------------ |
| Vô địch | 1997 | US Open     | Cứng    | Greg Rusedski      | 6–3, 6–2, 4–6, 7–5             |
| Vô địch | 1998 | US Open (2) | Cứng    | Mark Philippoussis | 6–3, 3–6, 6–2, 6–0             |
| Á quân  | 2000 | Wimbledon   | Cỏ      | Pete Sampras       | 7–6(12–10), 6–7(5–7), 4–6, 2–6 |
| Á quân  | 2001 | Wimbledon   | Cỏ      | Goran Ivanišević   | 3–6, 6–3, 3–6, 6–2, 7–9        |

### Đôi: 1 (1 danh hiệu)
| Kết quả | Năm  | Giải đấu        | Mặt sân | Đồng đội       | Đối thủ                      | Tỷ số                          |
| ------- | ---- | --------------- | ------- | -------------- | ---------------------------- | ------------------------------ |
| Vô địch | 1999 | Australian Open | Cứng    | Jonas Björkman | Mahesh Bhupathi Leander Paes | 6–3, 4–6, 6–4, 6–7(10–12), 6–4 |

## Các trận chung kết quan trọng khác

### Chung kết Grand Slam Cup

#### Đơn: 1 (1 á quân)
| Kết quả | Năm  | Địa điểm    | Mặt sân  | Đối thủ      | Tỷ số         |
| ------- | ---- | ----------- | -------- | ------------ | ------------- |
| Á quân  | 1997 | Munich, Đức | Cứng (i) | Pete Sampras | 2–6, 4–6, 5–7 |

### Chung kết Masters Series

#### Singles: 6 (2 danh hiệu, 4 á quân)
| Kết quả | Năm  | Giải đấu           | Mặt sân | Đối thủ          | Tỷ số              |
| ------- | ---- | ------------------ | ------- | ---------------- | ------------------ |
| Vô địch | 1998 | Canadian Open      | Cứng    | Richard Krajicek | 7–6(7–3), 6–4      |
| Vô địch | 1998 | Cincinnati Masters | Cứng    | Pete Sampras     | 1–6, 7–6(7–2), 6–4 |
| Á quân  | 1999 | Italian Open       | Đất nện | Gustavo Kuerten  | 4–6, 5–7, 6–7(6–8) |
| Á quân  | 1999 | Cincinnati Masters | Cứng    | Pete Sampras     | 6–7(7–9), 3–6      |
| Á quân  | 2001 | Canadian Open      | Cứng    | Andrei Pavel     | 6–7(3–7), 6–2, 3–6 |
| Á quân  | 2001 | Cincinnati Masters | Cứng    | Gustavo Kuerten  | 1–6, 3–6           |

#### Đôi: 4 (2 danh hiệu, 2 á quân)
| Kết quả | Năm  | Giải đấu             | Mặt sân | Đồng đội           | Đối thủ                        | Tỷ số         |
| ------- | ---- | -------------------- | ------- | ------------------ | ------------------------------ | ------------- |
| Á quân  | 1997 | Indian Wells Masters | Cứng    | Mark Philippoussis | Mark Knowles Daniel Nestor     | 6–7, 6–4, 5–7 |
| Á quân  | 1997 | Cincinnati Masters   | Cứng    | Mark Philippoussis | Todd Woodbridge Mark Woodforde | 6–7, 6–4, 4–6 |
| Vô địch | 1998 | Indian Wells Masters | Cứng    | Jonas Björkman     | Todd Martin Richey Reneberg    | 6–4, 7–6      |
| Vô địch | 1999 | Canadian Open        | Cứng    | Jonas Björkman     | Byron Black Wayne Ferreira     | 7–6, 6–4      |

## Chung kết ATP

#### Đơn: 25 (11 danh hiệu, 14 á quân)
| Giải đấu                      |
| ----------------------------- |
| Grand Slam (2–2)              |
| Grand Slam Cup (0–1)          |
| ATP Masters Series (2–4)      |
| ATP Championship Series (1–2) |
| ATP Tour (6–5)                |

| Mặt sân       |
| ------------- |
| Cứng (7–8)    |
| Đất nện (0–2) |
| Cỏ (4–2)      |
| Thảm (0–2)    |

| Kiểu sân           |
| ------------------ |
| Ngoài trời (11–13) |
| Trong nhà (0–1)    |

| Kết quả | Số thứ tự | Ngày              | Giải đấu                        | Mặt sân  | Đối thủ            | Tỷ số                          |
| ------- | --------- | ----------------- | ------------------------------- | -------- | ------------------ | ------------------------------ |
| Á quân  | 1.        | Tháng 4 năm 1994  | Hong Kong, Vương quốc Anh       | Cứng     | Michael Chang      | 1–6, 3–6                       |
| Vô địch | 1.        | Tháng 6 năm 1994  | Manchester Open, Vương quốc Anh | Cỏ       | Wayne Ferreira     | 7–6(7–5), 7–6(7–4)             |
| Á quân  | 2.        | Mar 1997          | Philadelphia, Mỹ                | Cứng (i) | Pete Sampras       | 7–5, 6–7(4–7), 3–6             |
| Á quân  | 3.        | Tháng 4 năm 1997  | Hong Kong, Vương quốc Anh       | Cứng     | Michael Chang      | 3–6, 3–6                       |
| Á quân  | 4.        | Tháng 5 năm 1997  | St. Poelten, Áo                 | Đất nện  | Marcelo Filippini  | 6–7(2–7), 2–6                  |
| Á quân  | 5.        | Tháng 8 năm 1997  | New Haven, Mỹ                   | Cứng     | Yevgeny Kafelnikov | 6–7(4–7), 4–6                  |
| Á quân  | 6.        | Tháng 8 năm 1997  | Long Island, USA                | Cứng     | Carlos Moyá        | 4–6, 6–7(1–7)                  |
| Vô địch | 2.        | Tháng 9 năm 1997  | US Open, USA                    | Cứng     | Greg Rusedski      | 6–3, 6–2, 4–6, 7–5             |
| Á quân  | 7.        | Tháng 10 năm 1997 | Grand Slam Cup, Đức             | Thảm (i) | Pete Sampras       | 2–6, 4–6, 5–7                  |
| Vô địch | 3.        | Tháng 4 năm 1998  | Madras, Ấn Độ                   | Cứng     | Mikael Tillström   | 6–3, 6–4                       |
| Win     | 4.        | Tháng 6 năm 1998  | 's-Hertogenbosch, Hà Lan        | Cỏ       | Martin Damm        | 7–6(7–2), 6–2                  |
| Win     | 5.        | Tháng 8 năm 1998  | Toronto, Canada                 | Cứng     | Richard Krajicek   | 7–6(7–3), 6–4                  |
| Vô địch | 6.        | Tháng 8 năm 1998  | Cincinnati, Mỹ                  | Cứng     | Pete Sampras       | 1–6, 7–6(7–2), 6–4             |
| Vô địch | 7.        | Tháng 8 năm 1998  | Long Island, Mỹ                 | Cứng     | Félix Mantilla     | 7–6(7–3), 6–2                  |
| Vô địch | 8.        | Tháng 9 năm 1998  | US Open, USA                    | Cứng     | Mark Philippoussis | 6–3, 3–6, 6–2, 6–0             |
| Á quân  | 8.        | Tháng 5 năm 1999  | Rome, Ý                         | Đất nện  | Gustavo Kuerten    | 4–6, 5–7, 6–7(6–8)             |
| Vô địch | 9.        | Tháng 6 năm 1999  | 's-Hertogenbosch, Hà Lan        | Cỏ       | Andrei Pavel       | 3–6, 7–6(9–7), 6–4             |
| Á quân  | 9.        | Tháng 8 năm 1999  | Cincinnati, Mỹ                  | Cứng     | Pete Sampras       | 6–7(7–9), 3–6                  |
| Vô địch | 10.       | Tháng 6 năm 2000  | 's-Hertogenbosch, Hà Lan        | Cỏ       | Nicolas Escudé     | 6–1, 6–3                       |
| Á quân  | 10.       | Tháng 7 năm 2000  | Wimbledon, Vương quốc Anh       | Cỏ       | Pete Sampras       | 7–6(12–10), 6–7(5–7), 4–6, 2–6 |
| Á quân  | 11.       | Tháng 11 năm 2000 | Lyon, Pháp                      | Thảm (i) | Arnaud Clément     | 6–7(2–7), 6–7(5–7)             |
| Á quân  | 12.       | Tháng 7 năm 2001  | Wimbledon, Vương quốc Anh       | Cỏ       | Goran Ivanišević   | 3–6, 6–3, 3–6, 6–2, 7–9        |
| Á quân  | 13.       | Tháng 8 năm 2001  | Montréal, Canada                | Cứng     | Andrei Pavel       | 6–7(3–7), 6–2, 3–6             |
| Á quân  | 14.       | Tháng 8 năm 2001  | Cincinnati, Mỹ                  | Cứng     | Gustavo Kuerten    | 1–6, 3–6                       |
| Vô địch | 11.       | Tháng 8 năm 2001  | Indianapolis, Mỹ                | Cứng     | Gustavo Kuerten    | 4–2 chấn thương                |

#### Đôi: 18 (10 danh hiệu, 8 á quân)
| Giải đấu                      |
| ----------------------------- |
| Grand Slam (1–0)              |
| Tennis Masters Cup (0–0)      |
| ATP Masters Series (2–2)      |
| ATP Championship Series (0–1) |
| ATP Tour (7–5)                |

| Mặt sân       |
| ------------- |
| Cứng (6–4)    |
| Đất nện (2–1) |
| Cỏ (2–1)      |
| Thảm (0–2)    |

| Kiểu sân          |
| ----------------- |
| Ngoài trời (10–8) |
| Trong nhà (0–0)   |

| Kết quả | Số thứ tự | Ngày              | Giải đấu                                           | Mặt sân  | Đồng đội           | Đối thủ                         | Tỷ số                          |
| ------- | --------- | ----------------- | -------------------------------------------------- | -------- | ------------------ | ------------------------------- | ------------------------------ |
| Á quân  | 1.        | Tháng 4 năm 1994  | Salem Open, Hong Kong, Trung Quốc                  | Cứng     | Jonas Björkman     | Jim Grabb Brett Steven          | w/o                            |
| Vô địch | 1.        | Tháng 5 năm 1994  | Bologna Open, Ý                                    | Đất nện  | John Fitzgerald    | Vojtěch Flégl Andrew Florent    | 6–3, 6–3                       |
| Á quân  | 2.        | Tháng 10 năm 1994 | Grand Prix de Tennis de Lyon, Pháp                 | Thảm (i) | Martin Damm        | Jakob Hlasek Yevgeny Kafelnikov | 7–6, 6–7, 6–7                  |
| Vô địch | 2.        | Tháng 1 năm 1995  | Australian Hard Court Championships, Úc            | Cứng     | Jim Courier        | Byron Black Grant Connell       | 7–6, 6–4                       |
| Á quân  | 3.        | Tháng 10 năm 1995 | Ostrava, Cộng hoà Séc                              | Thảm (i) | Guy Forget         | Jonas Björkman Javier Frana     | 7–6, 4–6, 6–7                  |
| Á quân  | 4.        | Tháng 4 năm 1996  | Bermuda Open, Mỹ                                   | Đất nện  | Pat Cash           | Jan Apell Brent Haygarth        | 6–3, 1–6, 3–6                  |
| Vô địch | 3.        | Tháng 5 năm 1996  | U.S. Men's Clay Court Championships, Pinehurst, Mỹ | Đất nện  | Pat Cash           | Ken Flach David Wheaton         | 6–2, 6–3                       |
| Vô địch | 4.        | Tháng 1 năm 1997  | Australian Hardcourt Championships, Adelaide, Úc   | Cứng     | Bryan Shelton      | Todd Woodbridge Mark Woodforde  | 6–4, 1–6, 6–3                  |
| Á quân  | 5.        | Tháng 3 năm 1997  | Indian Wells Masters, Mỹ                           | Cứng     | Mark Philippoussis | Mark Knowles Daniel Nestor      | 6–7, 6–4, 5–7                  |
| Á quân  | 6.        | Tháng 4 năm 1997  | Japan Open Tennis Championships, Tokyo, Nhật Bản   | Cứng     | Justin Gimelstob   | Martin Damm Daniel Vacek        | 6–2, 2–6, 6–7                  |
| Vô địch | 5.        | Tháng 6 năm 1997  | Queen's Club Championships, Vương quốc Anh         | Cỏ       | Mark Philippoussis | Sandon Stolle Cyril Suk         | 6–2, 4–6, 7–5                  |
| Á quân  | 7.        | Tháng 8 năm 1997  | Cincinnati Masters, Mỹ                             | Cứng     | Mark Philippoussis | Todd Woodbridge Mark Woodforde  | 6–7, 6–4, 4–6                  |
| Vô địch | 6.        | Tháng 3 năm 1998  | Newsweek Champions Cup, Mỹ                         | Cứng     | Jonas Björkman     | Todd Martin Richey Reneberg     | 6–4, 7–6                       |
| Vô địch | 7.        | Tháng 8 năm 1998  | Mercedes-Benz Cup, Los Angeles, Mỹ                 | Cứng     | Sandon Stolle      | Jeff Tarango Daniel Vacek       | 6–4, 6–4                       |
| Vô địch | 8.        | Tháng 2 năm 1999  | Australian Open, Melbourne, Úc                     | Cứng     | Jonas Björkman     | Mahesh Bhupathi Leander Paes    | 6–3, 4–6, 6–4, 6–7(10–12), 6–4 |
| Vô địch | 9.        | Tháng 6 năm 1999  | Gerry Weber Open, Đức                              | Cỏ       | Jonas Björkman     | Paul Haarhuis Jared Palmer      | 6–3, 7–5                       |
| Vô địch | 10.       | Tháng 8 năm 1999  | Canada Masters, Montréal, Canada                   | Cứng     | Jonas Björkman     | Byron Black Wayne Ferreira      | 7–6, 6–4                       |
| Á quân  | 8.        | Tháng 6 năm 2001  | Gerry Weber Open, Đức                              | Cỏ       | Max Mirnyi         | Daniel Nestor Sandon Stolle     | 4–6, 7–6(7–5), 1–6             |